# Via Nomentana

De Romeinse hoofdwegen vanuit Rome

De Via Nomentana is een antieke weg in Italië, die over een afstand van 23 kilometer van het Noordoosten van Rome naar de stad Mentana (Nomenta in de oudheid) loopt.
Oorspronkelijk werd deze weg Via Ficulnensis genoemd en liep tot aan de Latijnse stad Ficulnea, ongeveer 13 kilometer buiten Rome. Later werd de weg verlengd naar Nomenta en kreeg zijn huidige naam. De Via Nomentana was nooit een belangrijke weg en ging enkele kilometers na Nomenta al op in de Via Salaria. In eerste instantie begon de weg bij de Porta Collina in de Servische stadsmuur in Rome en vanaf de bouw Muur van Aurelianus in de derde eeuw was dit de nog steeds bestaande Porta Nomentana.

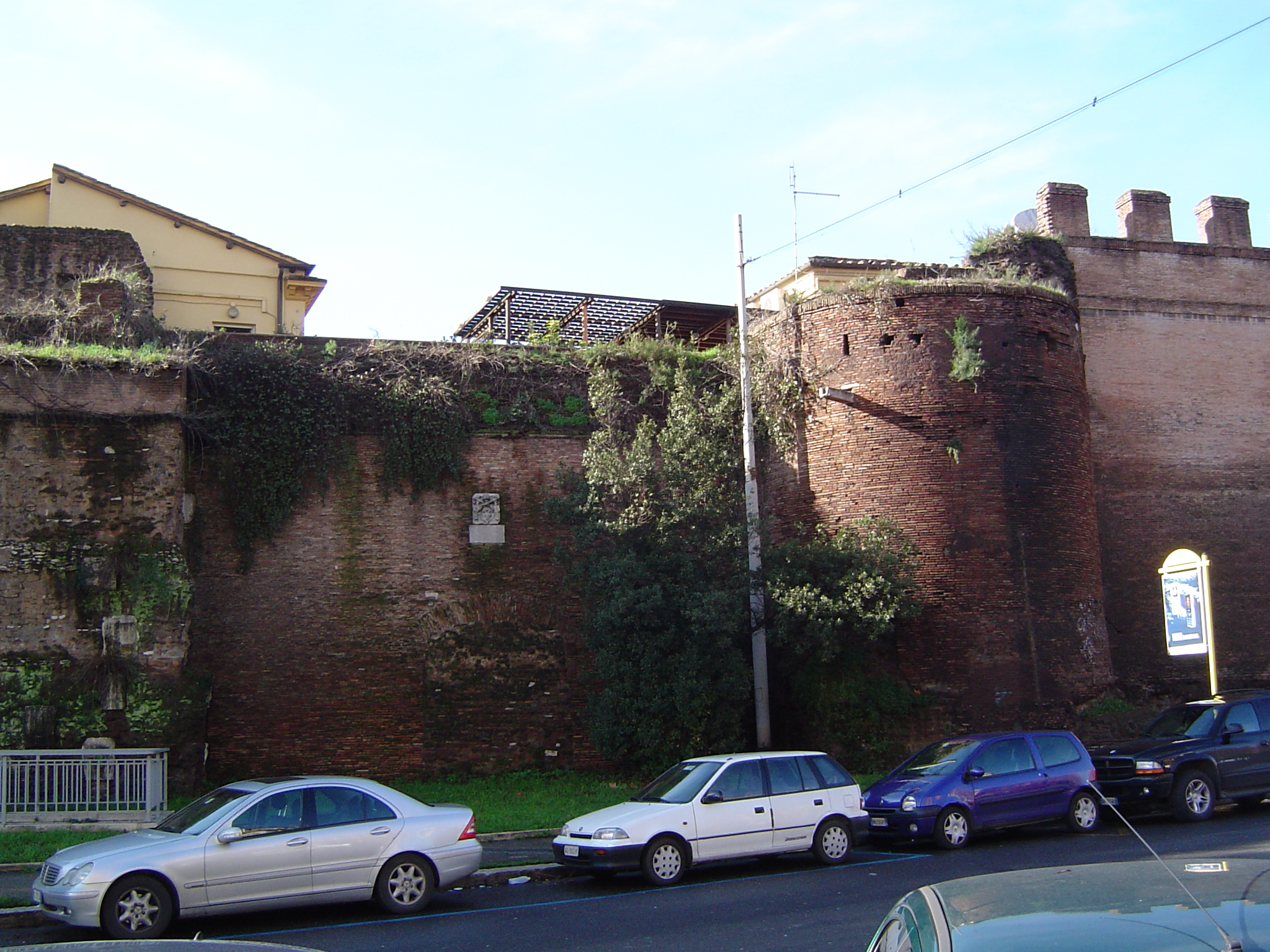
Porta Nomentana

In 1561 liet Paus Pius IV het eerste deel van de Via Nomentana verleggen en bouwde daarvoor de Porta Pia. De weg bestaat nog steeds onder zijn oude naam en volgt grotendeels het oude traject. Enkele secties met antiek plaveisel zijn bewaard gebleven.

## Catacomben
In Rome liggen verschillende catacombecomplexen aan de Via Nomentana, te weten:
- Catacombe van Nicomedes (of Catacombe van Villa Patrizi)
- Anonieme catacombe in Via dei Villini
- Catacombe van Villa Torlonia (joods)
- Catacombe van Sint-Agnes
- Catacomba maggiore (Coemeterium Maius)
- Cimitero minore
- Catacombe van Sint-Alexander